# Giovanni Sartori
Giovanni Sartori (13. května 1924 Florencie – 4. dubna 2017, Florencie) byl italský politolog a filosof, teoretik demokracie zabývající se především komparativní politologií, autor teorie stranického systému a bývalý profesor humanitních věd, sociologie a politologie na Florentské univerzitě a na Columbia University v New Yorku (USA).

## Životopis
Narodil se 13. května 1924 v italské Florencii. Ve 24 letech zde absolvoval studium politických a společenských věd a roku 1946 nastoupil jako odborný asistent historie. Mezi roky 1950 a 1956 byl profesorem dějin moderní filosofie na florentské universitě, v této době se ve svém zkoumání zaměřil na kritickou analýzu autorů jako např. Marxe, Hegela či Kanta. V letech 1954–1955 získal profesorskou kvalifikaci v historii moderní filosofie a teorie státu. V následujících letech vyučoval na florentské universitě politologii a sociologii a podílel se také na reformách zdejší fakulty politologie, kde od roku 1969 do roku 1971 působil jako děkan.
Od roku 1976 zahájil spolupráci s řadou zahraničních universit – byl profesorem politologie na universitě ve Stanfordu (1976–1979) a profesorem humanitních studií na newyorské Columbia University (1979–1994). Na začátku 90. let (1992–1994) také znovu vyučoval na své domácí universitě ve Florencii. Dále hostoval např. na Yale či Harvardu.
Sartori je spoluzakladatelem italského Centra komparativní politologie (Centro Studi Politica Comparata) a politologického časopisu Italian Political Review (Rivista Italiana di Scienza Politica). Je držitelem řady ocenění, počínaje Zlatou medailí za přínos kultuře a vzdělání od prezidenta Italské republiky z roku 1971. Dále obdržel např. cenu za celoživotní dílo od Evropského konsorcia pro politický výzkum z roku 2005 a od Americké politologické asociace o rok později, Cenu Knížete z Asturie v oblasti společenských věd z roku 2005 či Cenu svobody od Mezinárodní nadace pro svobodu v Buenos Aires z téhož roku. Získal také řadu čestných doktorátů – od universit v Janově (1992), Washingtonu D. C. (1994), Guadalajaře (1997), Buenos Aires (1998), Madridu a Bukurešti (2001), Athénách a Urbinu (2005) a Mexico City (2007).
Je autorem velkého množství odborných děl – více než třiceti knih, řady kapitol v knihách jakožto člen kolektivu autorů a přes tisíc článků v odborných časopisech. Jeho práce byly překládány do cca třiceti jazyků.
Jeho oblastí zájmu byly především teorie demokracie, stranické systémy a výzkum ústavního inženýrství. Uvedl jednu z nejrozšířenějších typologií politických stran. Je také zastáncem aplikace (přenesení) znalostí získaných v politologii do reálného fungování politických institucí, aby se zlepšila jejich účinnost.
Sartori zemřel ve věku 92 let ve Florencii na rakovinu hrdla dne 4. dubna 2017.

## Typologie stranických systémů
Také v článku Stranický systém – Sartoriho typologie (70. léta 20. století)
Sartoriho typologie (70. léta 20. století)
Sartoriho typologie i v současné době patří mezi nejvýznamnější a nejužívanější typologie stranických systémů vůbec. Při jejím vytváření vycházel Sartori ze starších prací Maurice Duvergera, Jeana Blondela a také Anthony Downse. Na rozdíl od nich ale nepracuje s počtem všech stran v rámci systému, nýbrž vyděluje pouze strany pro systém relevantní. Pro ty stanovuje dvě pravidla:
1. strana je relevantní tehdy, je-li alespoň po jistou dobu schopna určovat alespoň jednu z možných vládních většin. Takovouto vlastnost Sartori označuje jako koaliční potenciál. Toto pravidlo je ale samo o sobě nedostačující, neboť nezohledňuje především antisystémové strany, jež se ze své podstaty typicky nestávají koaličními partnery.

Proto Sartori přichází i s druhým pravidlem:
1. strana je relevantní tehdy, kdy samotná její existence ovlivňuje taktiku stranické soutěže, zvláště pak, když tato její přítomnost mění způsob soutěžení na vládu se soustředících stran z dostředivého na odstředivý bez ohledu na to, směřují-li tyto tendence doprava, doleva, či oběma směry. Tento aspekt označuje jako vyděračský potenciál.[3]

Druhým východiskem Sartoriho typologie je krom počtu relevantních stran také kritérium ideologie, především pak s přihlédnutím na ideologickou vzdálenost mezi jednotlivými aktéry a rovněž tak ideologickou intenzitu.
Spojením těchto dvou hledisek vytváří typologii o sedmi třídách:
1. systém jedné strany
2. systém hegemonní strany
3. systém predominantní strany
4. systém dvou stran
5. systém omezeného pluralismu
6. systém extrémního pluralismu
7. atomizovaný systém

První dva ještě dále řadí mezi tzv. nesoutěživé systémy, tj. takové, v nichž je de facto (a často i de iure) vyloučena existence jiných politických stran, a tím i politická soutěž, či jsou ostatní strany v podstatě druhořadé a nemohou se ani podílet na utváření politiky. Jejich opakem jsou pak soutěživé systémy (tedy zbylých 5).

### Systém jedné strany
Tento systém, označovaný také jako unipartismus či systém státostrany, spojuje Sartori především s komunistickými, fašistickými či nacistickými státy. Vyznačuje se především tím, že v jeho rámci existuje a také může existovat právě jedna strana. Zároveň je pro ně také typické, že jsou utlačující, prostupující, netolerantní a extraktivní. Podle míry zastoupení těchto atributů dále Sartori vyděluje subtypy: jednostranický totalitní (silná ideologičnost, pronikání do života občanů ve všech sférách), jednostranický autoritářský (slabší než totalitní, existují oponenti, ale jsou vytlačeni na okraj spektra) a jednostranický pragmatický (uvolněnější, silná ideologie není přítomná).

### Systém hegemonické strany
Na rozdíl od předchozího typu je v systému hegemonické strany umožněna existence jiných politických stran. Ty jsou ovšem vládnoucí straně podřízené a vůči ní druhořadé, není jim dovoleno se za rovných pravidel účastnit politické soutěže s hegemonickou stranou. Podobně jako v předchozím systému tedy ani zde nedochází ke střídání moci – strany v opozici nemají žádnou možnost stát se stranami vládnoucími.

### Systém predominantní strany
Tento typ se vyznačuje přítomností strany, jež drží nadpoloviční většinu mandátů, a proto nepotřebuje vstupovat do koalic. Ač by se na první pohled mohlo zdát, že systém predominantní strany je shodný se systémem hegemonní strany, opak je pravdou. Klíčovým rozdílem mezi oběma je existence politické soutěže. Predominantní strana získává svou pozici legálně bez nekalé soutěže či manipulace voleb. Může tak ztratit podporu voličů, v důsledku čehož pak může dojít ke změně celého systému.

### Systém dvou stran
V rámci tohoto systému existují dvě hlavní strany, jež jsou schopny vládnout samostatně a nepotřebují utvářet vládní koalice se třetími stranami. Zároveň také probíhá více či méně pravidelné střídání u moci. Strany typicky představují pravou a levou část politického spektra.

### Systém omezeného pluralismu
V tomto systému existují tři až pět relevantních politických stran, z nichž ani jedna nedrží dostatečný počet mandátů, a proto vstupují do koalic, které se alternují. V tomto ohledu tedy připomíná výše zmiňovaný bipartismus, místo obměny jednotlivých stran ale dochází k výměně celých koalic. Tento systém také neobsahuje relevantní antisystémové strany, opozice je unilaterální (tedy veškerá opozice je pouze buď napravo, či nalevo).

### Systém extrémního pluralismu
Při popisu tohoto systému, který Sartori označuje též jako polarizovaný pluralismus, nejvíce vystoupí na povrch hledisko ideologické vzdálenosti mezi jednotlivými stranami. Těch je v tomto systému pět až osm, jejich počet ovšem není tak důležitý jako jejich charakter. Tyto systémy ve většině případů vedou k selhání, či neschopnosti překonávat krize. Sartori uvádí osm znaků tohoto systému. Ve stručnosti jsou to:
1. přítomnost relevantních antisystémových stran (a jejich delegitimizační vliv),
2. bilaterální opozice (vláda čelí kritice z obou stran spektra, zároveň se tyto dva směry opozice vzájemně vylučují),
3. středová politická strana či jejich uskupení (ta musí čelit zmiňované opozici zprava i zleva; tím, že fyzicky obsazuje střed spektra, vede k tomu, že odrazuje ostatní strany od dostředivosti více směrem k odstředivým tendencím),
4. vysoká polarizace (ideologická vzdálenost mezi stranami je velmi vysoká),
5. převládání odstředivých tendencí nad tendencemi dostředivými (z výše uvedených důvodů; systém často směřuje až k extremistické politice),
6. ideologické rozstrukturování polarizovaného pluralismu (strany mezi sebou soutěží pomocí ideologických argumentů),
7. existence nezodpovědných opozic (některé strany jsou z vládnutí trvale vyloučeny, proto se nebojí v rámci agitace slibovat nesplnitelné, na rozdíl od stran, jež se na vládě podílejí či podílet mohou, jež své sliby voličům později plnit musí),
8. specifická politická soutěž (typicky nekalá a vyznačující se neuskutečnitelnými sliby; neexistuje minimum poctivé soutěže)[12]

### Atomizovaný systém
Této kategorii věnuje Sartori nejmenší pozornost, je to svým způsobem zbytková třída. Počet stran již přestává hrát roli, jejich pozice je natolik vyvážená, že na sebe nemají téměř žádný významnější vliv a nemusí tak na ostatní brát ohled při dosahování svých politických cílů.

## Volební systémy
Aby bylo možné jasně definovat většinové a poměrné volební systémy jako dva systémy navzájem se vylučující, navrhuje Sartori oddělit kritérium či metodu od jejich výsledku, tedy toho, jak se v parlamentu odráží rozdělení hlasů voličů. Volební systém je tedy většinový tehdy, když probíhá volba v obvykle jednomandátových obvodech, kde vítěz bere vše – jde o tzv. systém „prvního v cíli“. Poměrný systém je naopak každý systém, ve kterém volby probíhají ve dvou- či vícemandátových obvodech a přináší dva nebo více vítězů zvolených na základě „nejvyššího počtu hlasů“. Tyto vítězné poměry je možné ustanovit dvěma způsoby, a to buď určit volební kvocienty, nebo přiřadit volební vítězství kandidátům, kteří se umístili v čele, podle jejich pořadí (například prvním dvěma v dvoumandátových obvodech). V prvním případě, který se vyskytuje častěji, jsou kandidáti voleni na základě stejných podílů (kvocientů), ve druhém na základě nejvyšších počtů hlasů.
Sartori dále dodává, že ne všechny systémy je ale možné takto dichotomicky klasifikovat, je třeba vzít v úvahu i „systémysmíšené“. Poznamenává také, že tento pojem bývá často nesprávně používaný. Když se jedná například o dvoukomorový parlament, kde se jedna sněmovna volí podle jednoho systému a druhá sněmovna podle jiného, nejde proto hned o systém smíšený. Skutečně smíšené jsou jen ty volební systémy, ve kterých se využívá kombinace poměrných a většinových kritérií k volbě té samé komory.

### Většinové systémy
Cílem většinových (majoritních) systémů není parlament odrážející rozdělení hlasů, ale hledají jasného vítěze. Spolu s parlamentem chtějí také zvolit vládu (byť jen jako předpokládaný důsledek). Hlavní rozdíl tkví v tom, zda kandidát potřebuje na vítězství relativní nebo absolutní většinu. V obou případech jsou obvody jednomandátové, ale zatímco vítězem v rámci relativní většiny může být reprezentant největší menšiny, vítěz v rámci absolutní většiny reprezentuje skutečnou (nadpoloviční) většinu.
Většinové systémy anglického typu jsou jednokolové a stačí v nich získat relativní většinu hlasů. Pokud je k vítězství třeba absolutní většina, je nutné se uchýlit k využití alternativní volby, jako je tomu například ve volbách do dolní sněmovny parlamentu v Austrálii, nebo k systému dvoukolového hlasování. Alternativní volba je „preferenční“ volební systém v rámci jednomandátových obvodů, ve kterých každý volič očísluje všechny kandidátky podle svých preferencí.
Kandidáti s nejmenším počtem preferencí jsou vyřazeni a preference se následně přerozdělují, dokud se neobjeví vítěz s absolutní většinou. Systém dvoukolového hlasování je takový systém, ve kterém jsou k rozhodujícímu měření sil připuštěni jen první dva soupeři z prvního kola.

### Systém poměrného zastoupení
I přesto, že se poměrné systémy snaží o poměrný převod hlasů na křesla, stále se široce rozchází v míře proporcionality či disproporcionality. Míru proporcionality poměrného zastoupení určují jak vzorce převodu hlasů na křesla, tak i velikost volebního obvodu.
Při pravidlech přidělování křesel rozlišujeme několik vzorců. Nejčistším systémem je jeden přenosný hlas ve vícemandátových obvodech, kde voliči očíslují kandidáty podle svých preferencí. Přebytek hlasů nad volební kvocient se převede podle druhých preferencí a kandidáti, kteří zůstali dole, jsou postupně vyřazováni a jejich preference se přerozdělují do chvíle, dokud nebudou obsazena všechna křesla. Mezi nejznámější méně čisté poměrné systém patří systémy, které využívají metody „největšího ostatku“, D’Hondtovy metody (metody „nejvyššího průměru“) a Saint-Lagueho vzorce.
Rozdíly mezi těmito systémy jsou matematické. Co však určuje skutečnou míru proporcionality, resp. disproporcionality, je velikost volebního obvodu, přičemž „velikost“ v tomto případě představuje počet mandátů, který daný obvod volí. Čím je tedy volební obvod větší, tím je míra proporcionality vyšší a naopak.
Poměrné volební systému jsou všeobecně vícemandátovými systémy s kandidátními listinami. Tyto stranické kandidátky mohou být „uzavřené“ (pevné), kde se kandidáti volí v pořadí určeném stranou, nebo „otevřené“ (volné), ve kterých není předem určené pořadí, a voliči zaškrtnutím jmen na kandidátce určují své preference. Vedle volby kandidátek existují ještě dvě jiné formule, a to „volná kandidátní listina“ a „omezený hlas“. V prvním případě má volič tolik hlasů, kolik má být zvolených kandidátů a může například kumulovat dva hlasy a dát je jednomu kandidátovi či přidělit hlasy kandidátům různých stran. Omezený hlas dává voličům více než jeden hlas, ale dohromady je těchto hlasů méně, než má být kandidátů, kteří mají být zvoleni – Sartori uvádí příklad, kdy v trojmandátovém obvodě dostane každý volič dva hlasy.

## Pluralismus, multikulturalismus a přistěhovalci
Další významnou publikací Sartoriho je kniha s názvem Pluralismus, multikulturalismus a přistěhovalci. Z obecného hlediska se v knize zaobírá teorií dobré společnosti. Za dobrou společnost můžeme podle něho označit jen pluralitní společnost. Bližšímu vymezení a analýzám pluralitní společnosti se věnuje v první části knihy. V druhé části operuje s pojmem multikulturalismus. Podstatným bodem je, že multikulturalismus není pokračováním pluralismu, ale naopak, oba termíny jsou protikladné. V knize se nachází i doplněk, který se zaobírá otázkou imigrace a přemýšlí nad tím, jak je možné včlenit do společnosti přistěhovalce, který má jiný kulturní, etnický základ.

### Pluralismus
Podle Sartoriho je znakem pluralitní společnosti její otevřenost. Zamýšlí se nad mírou její otevřenosti. Otevřenou společnost můžeme označit i jako společnost svobodnou. Autor uvádí, že na zjištění míry otevřenosti společnosti je nutné, abychom poznali „genetický kód“ této společnosti, a tím je pluralismus. Myšlenka pluralismu se objevuje v 17. století jako důsledek náboženských válek. Tato myšlenka byla zahrnutá v teorii tolerance. I když jsou tyto pojmy obsahově odlišné, určitá vnitřní vazba mezi nimi existuje. Toto propojení pozorujeme v tom, že tolerance je předpokladem pro vznik pluralismu. Sartori definuje odlišnosti mezi nimi následovně: „Rozdíl spočívá v tom, že zatímco tolerance respektuje hodnoty jiných, pluralismus prosazuje vlastní hodnotu.“
Významný přínos pro pluralismus mělo puritánství, které dokázalo překonat hranici mezi božskou a panovnickou oblastí a v konečném důsledku vedlo k depolitizaci společnosti. Následně se zájem lidí soustředí více na sdružení, která nebyla vázána na stát.
Jedním ze záměrů pluralismu je zabezpečit mír mezi kulturami. Do 17. století panoval názor, že odlišné názory způsobují nepokoje, a proto by se měla ve státě prosazovat jednomyslnost. Došlo však k obratu, který vyústil ke vzniku liberálně-demokratické společnosti. Tento druh uspořádání je založený na různorodosti názorů. Vzhledem k prosazování rozmanitosti by se politická obec měla skládat z částí. Na základě toho dělení by bylo možné, aby vznikly strany. Před samotnou existencí strany existuje frakce. Pojem „strana“ vzniká v 18. století díky Bolinbrokeovi. Avšak důležitost připisuje stranám až Bruke ve svém díle Myšlenky o příčinách současné nespokojenosti. Současně odlišuje strany od frakcí. Frakce považuje za špatné, protože dělení probíhá mimo oblast pluralismu. Jedině dělení v pluralismu je to správné a součástí tohoto dělení jsou strany, takže strany jsou výtvorem pluralismu.
Samotný pojem pluralismus vzniká ve 20. století. Od 60. let 20. století se stává pluralismus velmi populárním a jeho nepřítomnost je nemyslitelná. Nachází se všude ze své definice, vzhledem k tomu, že každou společnost můžeme označit určitým způsobem jako pluralitní.
Sartori ve svém díle předkládá tři pojetí pluralismu. Prvním z nich je pluralismus jako hodnotová představa. Autor vymezuje určité pojmy, které svojí povahou řadí mezi špatné, jako například uniformita, jednomyslnost, konzervatismus. Mezi „dobré věci“ patří rozmanitost, proměnlivost, tedy především vše, co je v pohybu. Tyto hodnoty jsou součástí pluralitní kultury, jejíž úlohou je jejich rozšiřování.
Druhým bodem je pluralismus sociální. Není možné ho chápat ve smyslu diferenciace společnosti. Je to zvláštní typ sociální struktury. Poukazuje i na nesprávnost často zažitého faktu, který říká, že každá společnost je nutně pluralistická nebo v ní je možné najít určité charakteristiky pluralismu.
V případě, že je společnost rozštěpená, tak to neznamená, že musí být pluralitní. Společnost můžeme označit za pluralitní, respektive uvést, že má rysy pluralismu, pokud v ní existují sdružení, která jsou dobrovolná, nezávislá a otevřená.
Třetí formou je politický pluralismus. Toto vymezení znamená diverzifikaci moci. Ve společnosti se nacházejí pluralistické skupiny, které jsou nezávislé.
V závěru této kapitoly autor rozebírá pojem „pluralitní komunita“. Taková komunita má více charakteristik, kterými jsou zaujetí tolerantního postoje, dobrovolná sdružení, možnost členství ve více uskupeních současně. Zdůrazňuje, že se společnost může otevřít jen do té míry, kam to umožňuje pluralitní komunita, ve které se odlišné skupiny vzájemně respektují. Pluralismus zahrnuje život ve společnosti plné odlišností, pokud je to respektované oběma stranami.

### Multikulturalismus
V druhé části knihy, kde se Sartori věnuje multikulturalismu, nejprve uvádí, že pokud budeme multikulturalismus chápat jako faktický stav, není nutně v protikladu k pluralismu, ale je jeho součástí, která označuje existenci rozmanitých kultur – je tak jednou z jeho historických konfigurací. Součástí pluralismu však nemůže být v případě, že ho označíme za prioritní hodnotu.
Antipluralitní verze multikulturalismu, jehož počátky sahají až k marxismu, je oproti pluralismu velice netolerantní, což můžeme pozorovat například na tom, že místo integrace preferuje separaci. Sartori píše, že multikulturalismus je vystihován heslem „pluribusdisiunctio“, tedy „od mnohosti k rozdrobenosti“. Uvádí, že pro účely své analýzy vychází z toho, co multikulturalismus považuje za kulturu.
Důležitým bodem eseje je určení, co kultura v multikulturalismu vlastně znamená. Sartori předkládá, že je důležité, že předpona „multi“ neznačí jen vyšší počet kultur, ale především jejich různost a rozdílnost. Multikulturalismus „produkuje“ odlišnosti tím, že zviditelňuje a posiluje rozdíly. Kulturu v multikulturalismu chápeme jako „kulturní tradici“, tedy identitu jazykovou, náboženskou, etnickou či sexuální. „Kulturou“ v multikulturalismu může být v podstatě každý, kdo se za kulturu sám prohlásí.
V kritice autorů (především Taylora), kteří se multikulturalismu ve svých dílech věnovali, Sartori vyjadřuje, že multikulturalismus může v jistých případech vést k depresi, nikoli však k útlaku a že je důležité, aby jedna kultura druhou nejen uznávala, ale měla k ní takzvaný „rovný respekt“ – tedy aby si každá kultura byla vědoma toho, že je rovna všem ostatním kulturám a zároveň všechny ostatní kultury jsou rovny jí samotné. Podle Sartoriho popírá multikulturalismus tři základní principy liberální ústavnosti – neutralitu státu, oddělení úřadu od osoby a univerzitu, respektive všeobecnou inkluzivitu zákonů.
Princip občanství by měl zavádět „rovné občany“, přičemž rovné občanství zde značí rovnost v právech i povinnostech a předpokládá neutralitu státu vůči kulturním a etnickým identitám; dnes však podle Sartoriho víme, že to funguje pouze u národního státu a pouze po dobu, po kterou platí rovné zákony. Multikulturalismus oproti tomu propaguje „diferencované občanství“, protože vnímá etnicko-kulturní rozdíly občanů, a proto přidává „dodatečná práva“, která v podstatě segmentují společnost. Přestože jsou prezentována jako prostředek k integraci menšin do společnosti, ve skutečnosti ji vedou ke společnosti klanové, čímž táhnou společnost zpět k libovůli mocných, tedy despotické vládě a „etnickému nevolnictví“.

### Přistěhovalci
V závěru multikulturalistické části se věnuje imigraci a integraci. Pokládá otázky, koho máme integrovat, s kým ho máme integrovat a jak ho máme integrovat. Podtrhává, že zastavit imigraci do Evropy již není možné, tedy tyto otázky jsou bezpochyby na místě, zdůrazňuje také, že přístup k integrování imigrantů je velice individuální záležitostí – zásadní je zde jeho rozdělení odlišností na překonatelné (jazyková, zvyková – tradiční) a zásadní (náboženská, etnická). Uvádí, že ač je to v protikladu k multikulturalismu, je integrace pro společnost nezbytná.

## Výběr z díla
- Democrazia e definizioni. Bologna: Il Mulino, 1957.
- Parties and Party Systems. Cambridge: Cambridge University Press, 1976. ISBN 0-521-29106-2.
- The Theory of Democracy Revisited. Chatham, N.J: Chatham House, 1987. ISBN 0-934540-49-7.
- Comparative Constitutional Engineering. Basingstoke: Macmillan, 1994. ISBN 0-333-62967-1.
- "Concept Misformation in Comparative Politics". The American Political Science Review: Vol. LXIV, no. 4

česky
- Srovnávací ústavní inženýrství. Praha: Sociologické nakladatelství, 2001.
- Pluralismus, multikulturalismus a přistěhovalci: esej o multietnické společnosti. Praha: Dokořán, 2005.
- Strany a stranické systémy: schéma pro analýzu. Brno: Centrum pro studium demokracie a kultury, 2005.